# Макарешти (Алба)
Макарешти (рум. Măcărești) насеље је у Румунији у округу Алба у општини Понор. Oпштина се налази на надморској висини од 670 m.

## Становништво
Према подацима из 2002. године у насељу је живело 48 становника, од којих су сви румунске националности.